# Theo van Besouw
Theodorus Joannes (Theo) van Besouw (Tilburg, 8 maart 1919 – Boxtel, 3 mei 2007) was Engelandvaarder en beroepsmilitair.

## Levensloop
Van Besouw volgde de Textielschool in Tilburg. Daarna was Van Besouw dienstplichtig soldaat bij het 6e Regiment Infanterie in Breda, waar hij tot tamboer opgeleid werd.
Toen de Tweede Wereldoorlog uitbrak, werd hij overgeplaatst naar de Staf van het 3e Legerkorps in Vught waar hij het hoofdkwartier moest beveiligen. Na de demobilisatie werkte hij op een wollenstoffenfabriek in Tilburg, totdat deze gesloten werd. Om aan de tewerkstelling in Duitsland te ontkomen werd hij vrijwilliger in kolenmijn Laura in Limburg. Daar legde hij zich toe op sabotage samen met een vriend Frans van Renswouw die in de marine had gediend. Na enige tijd merkten de Duitsers het en moesten zij vluchten. Begin maart 1943 verlieten zij Nederland. Na maanden geïnterneerd zijn geweest in Spanje arriveerden zij via Lissabon en Gibraltar in Engeland. Daarvoor werd hij onderscheiden met het Kruis van Verdienste. In Engeland kreeg Van Besouw als sergeant een bureaubaan bij het Nederlands Militair Gezag, maar later op eigen verzoek aan Koningin Wilhelmina werd ingedeeld bij de Prinses Irene Brigade. In Engeland ontmoette hij Annemarie Ooms (uit Tilburg) die als sergeant-majoor bij het VHK diende en trad met haar op 15 juli 1944 in het huwelijk.
Hij maakte de landing bij Normandië mee en verdiende het Bronzen Kruis na moedige acties bij Hedel. Na de bevrijding werd hij geselecteerd voor een officiersopleiding in Engeland.  In 1946 werd hij aangesteld als reserve 1ste luitenant-commandant van de Tweede Compagnie van het 4e Bataljon Prinses Irene. Na enige training in Wolverhampton vertrok hij met hen op 5 juni 1947 naar Nederlands-Indië. Ze gingen naar Oost-Java, waar hij de Bronzen Leeuw verdiende vanwege hevige gevechten bij Blitar.
In maart 1949 werd hij beëdigd als beroepsofficier met de veldrang van kapitein. Na deze tropenjaren en nog enkele cursussen (o.a. "Follow Me" in Fort Benning USA) werd hij leraar aan de KMA en de Artillerie school in Breda waar hij het Ere-Kannonierschap verwierf waarvoor hij het lied "wat dreunt daar op de heide" moest voorzingen. Van 1956-1959 studeerde hij aan de Hogere Krijgsschool. Van 24 oktober 1967 tot 18 april 1969 was Van Besouw bataljonscommandant van het Garderegiment Fuseliers Prinses Irene, bestaande uit het 13e Pantserinfanteriebataljon, toentertijd gelegerd in de Westenbergkazerne in Schalkhaar bij Deventer. Als kolonel vervulde hij diverse functies zoals Chef Staf 4e Divisie en plaatsvervangend brigadecommandant voordat hij als brigadegeneraal het commando overnam van de 12e Pantser Infanterie Brigade in Nunspeet. Daarna werd hij als generaal-majoor commandant van de 4e Divisie in Harderwijk en kreeg wederom het Ere-Kannonierschap aangeboden.
Toen hij op 1 mei 1975 met pensioen ging, werd hij door koningin Juliana benoemd tot generaal-majoor der fuseliers b.d. Hij was zowel als soldaat, als onderofficier en als officier ingedeeld bij het Garderegiment Fuseliers Prinses Irene en haar voorgangers. Van Besouw was de eerste generaal die ingedeeld bleef bij een garderegiment. Hij kreeg dat gedaan op basis van zijn hechte band met zijn regiment. Voor die tijd werden gardeofficieren bij benoeming tot brigade-generaal ingedeeld bij het algemene Regiment Infanterie. Bijzonder is verder dat Van Besouw alle rangen heeft doorlopen van soldaat tot generaal-majoor zonder er een over te slaan.
Zowel in zijn dienst tijd als na zijn pensionering maakte Van Besouw zich verdienstelijk in de burgermaatschappij. Hij was voorzitter van het 4e elftal van NAC (Breda) dat kampioen van Brabant en Zeeland werd. Later werd hij voorzitter van de Lions Club van Zaltbommel en lid van het Huisbestuur in de Gemeente Maasdriel. In zijn laatste jaren was hij schoffelaar van het katholieke kerkhof in Vught.  Ook was hij een fanatiek beoefenaar van sport zoals voetbal, tennis, schermen en het lopen van de Nijmeegse 4-daagse (14×) en de MSA in België (5×).

## Militaire carrière
- Tweede luitenant: 1 november 1947[1][2]
- Eerste luitenant: 15 februari 1949[1][2]
- Kapitein: 16 november 1951[1][2]
- Majoor: 1 november 1958[1][2]
- Luitenant-kolonel: 1 november 1963[1][2]
- Kolonel: 1 november 1969[1][2]
- Brigade-generaal: 1 mei 1971[1][2]
- Generaal-majoor: 1 maart 1974

## Onderscheidingen
- Bronzen Leeuw[2] op 24 augustus 1950[3][1]
- Bronzen Kruis[2] op 12 juli 1945[4][1]
- Kruis van Verdienste[2] op 12 november 1947[5][1]
- Oorlogsherinneringskruis met 2 gespen[1] op 3 september 1951
  - Gesp "Krijg te Land 1940-1945"[1]
  - Gesp "Normandië 1944"[1]
- Verzetsherdenkingskruis[1] op 23 september 1981
- Ereteken voor Orde en Vrede met 3 gespen[1] op 24 december 1949
  - Gesp 1947[1]
  - Gesp 1948[1]
  - Gesp 1949[1]
- Draaginsigne Gewonden[1]
- Officier in de Orde van Oranje-Nassau[1] met Zwaarden op 2 april 1968
- Onderscheidingsteken voor Langdurige Dienst als officier met XXV (25 dienstjaren)[2][1]
- 1939-1945 Star
- France and Germany Star
- Defence Medal 1939-1945
- War Medal 1939-1945
- Vierdaagse Kruis (14 x)
- Tweedaagse Militaire Prestatietocht (4 x)
- Nederlandse Sport Federatie (3 x)

Zie ook de Lijst van Engelandvaarders